# Месонес, Фелипе
Фелипе Месонес Темперан (исп. Felipe Mesones Temperán; 9 февраля 1936, Буэнос-Айрес — 15 декабря 2017, Мурсия, Мурсия) — бывший аргентийский футболист и тренер, играл на позиции вингера

## Биография

### Карьера футболиста
Фелипе Месонес был быстрым вингером с мощным ударом, который оставил заметный след в мире футбола. Он выступал за такие известные клубы, как «Бока Хуниорс», «Сан-Лоренсо» и «Атланта» в Аргентине. В Колумбии он играл за «Индепендьенте» с 1956 по 1957 год. Его карьера также включала выступления за испанские клубы, такие как «Реал Мурсия», «Леванте», «Оспиталет» и «Европа».
Месонес завершил карьеру игрока в конце сезона 1966/67, выступая за каталонскую «Европе». На его счету 124 матча и забил 16 голов во Втором дивизионе.

### Карьера тренера
После завершения игровой карьеры он начал тренерскую деятельность в Аргентине, возглавив клуб «Сан-Тельмо» в 1968 году. Позже он переехал в Испанию, где после одного сезона в «Унион Депортива Махон» из Третьего дивизиона начал свой первый этап работы с «Реалом Мурсией» в сезоне 1972/73, добившись выхода команды в Первый дивизион.
В следующем сезоне ему удалось сохранить команду в элите испанского футбола, однако в следующем году его заменил легендарный Ференц Пушкаш.
В последующие годы Месонес тренировал такие клубы, как «Тенерифе», «Эльче», «Эркулес», «Саламанка», «Реал Вальядолид» и «Гранада». В сезоне 1985/86 он возглавил «Картахену», но проработал там всего полсезона во Втором дивизионе.
После ещё одного периода в «Эльче» он снова вернулся в «Реал Мурсию» в сезоне 1989/90, заменив Хосе Рамона Фуэртеса. В этом сезоне команда заняла девятое место, а в следующем — третье, но проиграла «Сарагосе» в плей-офф за выход в Первый дивизион.
Месонес покинул клуб в начале сезона 1991/92, но его снова пригласили в команду в сезоне 1996/97, когда она находилась в Сегунде Б, чтобы заменить Педро Валентина Мора.  Всего он провёл на тренерской скамейке «Эльче» 213 матчей. Последним местом работы Месонеса стала «Картахена».
Фелипе Месонес скончался 15 декабря 2017 года в возрасте 81 года в Мурсии после продолжительной борьбы с болезнью.